# بازی‌های گرسنگی: اشتعال – موسیقی متن اصلی فیلم
بازی‌های گرسنگی: اشتعال – موسیقی متن اصلی سینما (به انگلیسی: The Hunger Games: Catching Fire – Original Motion Picture Soundtrack) موسیقی متن اصلی فیلم علمی–تخیلی و فیلم ماجراجویی ۲۰۱۳ بازی‌های گرسنگی: اشتعال است. این فیلم اقتباسی از رمان سال ۲۰۰۹، اشتعال توسط سوزان کالینز و دنباله بازی‌های گرسنگی است. این موسیقی متن در ۱۵ نوامبر ۲۰۱۳ از طریق ریپابلیک رکوردز منتشر شد.
این آلبوم سال ۲۰۱۳ در ایالات متحده ۱۵۱٬۰۰۰ کپی به فروش رساند و به هفتمین آلبوم موسیقی متن پرفروش سال تبدیل شد.

## فهرست ترانه
| نسخه استاندارد | نسخه استاندارد                    | نسخه استاندارد |
| شماره          | نام                               | مدت            |
| -------------- | --------------------------------- | -------------- |
| ۱.             | «اطلس»                            | ۳:۵۶           |
| ۲.             | «شبح»                             | ۴:۳۱           |
| ۳.             | «قلب کشسان»                       | ۴:۱۷           |
| ۴.             | «لاغر»                            | ۴:۳۱           |
| ۵.             | «ما می‌مانیم»                      | ۴:۰۰           |
| ۶.             | «شیطان ممکن است گریه کند»         | ۵:۲۳           |
| ۷.             | «ما کی هستیم»                     | ۴:۰۹           |
| ۸.             | «همه می‌خواهند بر جهان حکومت کنند» | ۲:۳۵           |
| ۹.             | «ترانه گیل»                       | ۳:۰۵           |
| ۱۰.            | «آینه»                            | ۴:۲۱           |
| ۱۱.            | «حرف پایتخت»                      | ۳:۳۳           |
| ۱۲.            | «تیراندازی با فلش در آسمان»       | ۳:۳۷           |